# Ogg Writ
Ogg Writ ist ein Computer-Codec für animierten Text in Verbindung mit Film und Ton, der mit dem Ogg-Video-Verkapselungformat verwendet wird.
Er wurde anfangs entworfen, um Untertitel für Ogg-Theora-Videos zur Verfügung zu stellen. Ogg Writ ist aber auch für die Darstellung von Liedertexten mit Ogg Vorbis nützlich, Übersetzungen oder Instant Messages mit Ogg Speex oder jeder anderen Anwendung, bei der es sinnvoll ist, Text mit Audio oder Video zu kombinieren.
Anders als die meisten Untertitel-Formate, die in den unterschiedlichen Dateien vom Audio-/Video-Inhalt sind, ist Ogg Writ mit Audio-/Video-Strömen gemischt, damit es als eine Datei geliefert werden kann.
Sein Design ermöglicht es, das Format mit neuen Eigenschaften zu erweitern. Es unterstützt zurzeit mehrfache Sprachen und spezifische Platzierung des Textes in einem oder mehreren Fenstern.
Seit Anfang 2008 wird der Codec, der sich lediglich in einem experimentellen Stadium befand und nicht von praktischem Nutzen war, nicht mehr weiterentwickelt. Codecs mit ähnlichem Anwendungsgebiet, die mit Ogg verwendet werden können, sind Kate und CMML.